# Conospermum longifolium
Conospermum longifolium es un arbusto de la familia Proteaceae originario del este de Australia. Encontrado entre Ulladulla, Newcastle, Nueva Gales del Sur y los rangos adyacentes. El hábitat es los secos bosques de eucaliptos  o páramos.

## Taxonomía
Conospermum longifolium fue descrito por James Edward Smith y publicado en Exotic Botany 2: 45. 1805.
Etimología
Conospermum: nombre genérico que deriva de las palabras griegas:
conos = "cono" y spermum = "semilla", con referencia a la forma de la núcula.
longifolium: epíteto latíno que significa "con las hojas largas".
Variedades aceptadas
- Conospermum longifolium subsp. angustifolium
- Conospermum longifolium subsp. mediale

Sinonimia
- Conospermum longifolium var. intermedium Meisn.
- Conospermum longifolium var. lingulatum Meisn.
- Conospermum scolopendrinum Gand.
- Conospermum smithii Pers.[3]